# Marianne Bredal
Marianne Bredal Nielsen (født 10. maj 1985i Struer) er en dansk politiker, der siden 2023 har været borgmester i Struer Kommune, valgt for Venstre.
Hun blev første gang valgt til sammenlægningsudvalget i Struer Kommune ved kommunalvalget i 2005 og har været medlem af Struer Byråd for Venstre i perioden 1. januar 2006 til 31. december 2009. Fra 1. december 2012 overtog Marianne Bredal som suppleant en plads i byrådet efter Martin Merrild, og har siden da været medlem. Hun var gennem flere år også folketingskandidat for partiet. Hun var midlertidigt folketingsmedlem fra oktober 2017 til marts 2018 i Thomas Danielsens fravær. Hun trådte til som fungerende borgmester i 2023, da Mads Jakobsen blev syg og overtog formelt borgmesterposten den 1. februar 2024. Derudover har hun i en længere årrække været medlem af Venstres Hovedbestyrelse. 
Marianne Bredal har haft følgende udvalgsposter i Struer Byråd:  
1. januar 2006 - 31. december 2009: Medlem af kultur- og fritidsudvalget  
1. december 2012 - 31. december 2013: Medlem af økonomiudvalget og teknik- og miljøudvalget  
1. januar 2014 - 31. december 2017: Medlem af økonomiudvalget og teknik- og miljøudvalget  
1. januar 2018 - 31. december 2021: Formand for teknik-, miljø- og klimaudvalget  
1. januar 2022 - 16. august 2023: Formand for teknik-, miljø- og klimaudvalget 
Fra 2015 har hun været ejer af Humlum Kjoleforretning.